# 所行蔵経
『所行蔵経』（しょぎょうぞうきょう、巴: Cariyā-piṭaka、チャリヤー・ピタカ）とは、パーリ仏典経蔵小部の第12経。
本生譚の中から十波羅蜜の各項に当てはまるものを選んで詩形式でまとめたもの。

## 構成
1. アキッティ品（Akitti-vagga）
2. 巨象品（Hatthināga-vagga）
3. ユダンジャヤ品（Yudhañjaya-vagga）

## 日本語訳
- 『南伝大蔵経』 大蔵出版
- 『小部経典』 第5巻、正田大観、Kindle 2015年